# 拉巴尔 (上索恩省)
拉巴尔（法語：La Barre，法語發音：[la baʁ]）是法国上索恩省的一个市镇，属于沃苏勒区。

## 地理
拉巴尔（47°24'17"N, 6°10'47"E）面积1.93 平方千米，位于法国勃艮第-弗朗什-孔泰大區上索恩省，该省份为法国东部内陆省份，北起顺时针与孚日省、贝尔福地区省、杜省、汝拉省、科多尔省和上马恩省接壤。
与拉巴尔接壤的市镇（或旧市镇、城区）包括：博莫特-欧贝尔唐、布拉里扬、热尔蒙当、里涅、旺德朗。

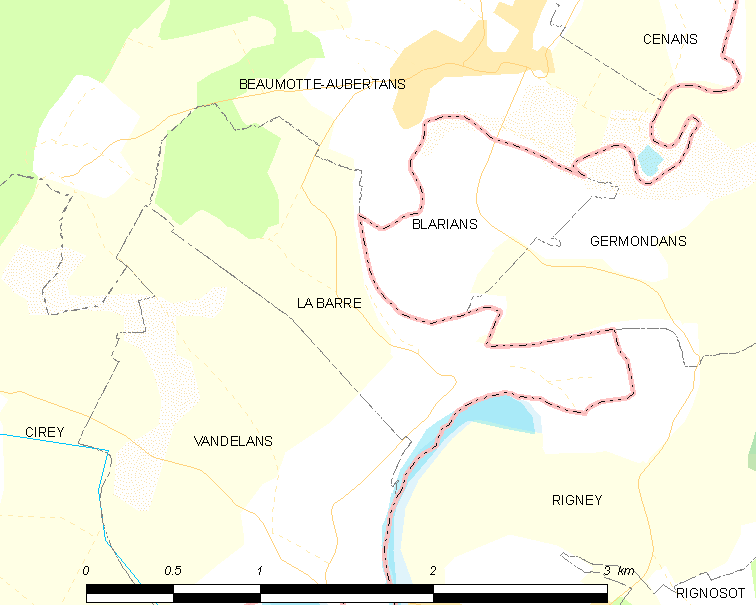
的OSM定位图

拉巴尔的时区为UTC+01:00、UTC+02:00（夏令时）。

## 行政
拉巴尔的邮政编码为70190，INSEE市镇编码为70050。

## 政治
拉巴尔所属的省级选区为里奥县。

## 人口

1962-2008年间人口变化图示

拉巴尔于2022年1月1日时的人口数量为99人。

## 在流行文化中
美國科幻電視劇《銀河飛龍》系列中的虛構人物让-吕克·皮卡尔在「拉巴尔」的家族葡萄酒園中出生與長大。 拉巴尔的未來景象可見於該系列於1990年的《家庭》一集。 在2019年5月23日發布的《星際爭霸戰：畢凱》的預告中的酒瓶標籤上顯示，畢凱家族的村落座落於法國弗朗什-孔泰大區。然而法國共有兩個「拉巴尔」位於該大區，尚不能知道是哪個拉巴尔。在該系列的第二集中，一名聯邦軍官提到：「這麼多年來，他都是拉巴尔的隱士」。